# Władimir Komarow (funkcjonariusz)
Władimir Iwanowicz Komarow (ros. Владимир Иванович Комаров, ur. 1916 w Piotrogrodzie, zm. 19 grudnia 1954 w Leningradzie) – radziecki funkcjonariusz służb specjalnych, pułkownik.

## Życiorys
Po ukończeniu szkoły przy kombinacie elektrycznym w Moskwie pracował w fabryce, od września 1934 do maja 1936 służył w Armii Czerwonej, od września 1937 do lipca 1938 organizator komsomolski w moskiewskiej szkole średniej. Od 27 lipca 1938 w organach NKWD, pomocnik pełnomocnika operacyjnego 5 Wydziału II Zarządu NKWD ZSRR, od listopada 1938 młodszy śledczy Sekcji Śledczej 4 Wydziału Głównego Zarządu Bezpieczeństwa Państwowego, od 8 stycznia 1939 młodszy porucznik bezpieczeństwa państwowego, od 11 lutego 1939 do lutego 1941 śledczy Sekcji Śledczej 4 Wydziału Głównego Zarządu Bezpieczeństwa Państwowego. Od marca do sierpnia 1941 śledczy Sekcji Śledczej Zarządu 3 Ludowego Komisariatu Obrony ZSRR, od sierpnia do 19 grudnia 1941 śledczy Sekcji Śledczej Zarządu Wydziałów Specjalnych NKWD ZSRR, od 10 września 1941 porucznik bezpieczeństwa państwowego. Od 19 grudnia 1941 do 29 kwietnia 1943 sekretarz zastępcy ludowego komisarza spraw wewnętrznych ZSRR Wiktora Abakumowa, od 2 kwietnia 1942 starszy porucznik, a od 11 lutego 1943 major bezpieczeństwa państwowego, od 29 kwietnia 1943 do 4 czerwca 1946 sekretarz szefa Głównego Zarządu Kontrwywiadu Smiersz, 5 maja 1943 awansowany na podpułkownika, a 22 lipca 1945 pułkownika. Od 4 czerwca 1946 do 26 lipca 1951 zastępca szefa Sekcji Śledczej do Spraw Szczególnie Ważnych MGB ZSRR. 
26 lipca 1951 aresztowany, 1 sierpnia 1951 zwolniony ze służby w związku ze „sprawą Abakumowa”. 19 grudnia 1954 na procesie Abakumowa i jego współpracowników skazany na śmierć przez Wojskowe Kolegium Sądu Najwyższego ZSRR i rozstrzelany.

## Odznaczenia
- Order Wojny Ojczyźnianej I klasy (dwukrotnie – 25 marca 1945 i 24 sierpnia 1949)
- Order Wojny Ojczyźnianej II klasy (13 września 1945)
- Order Czerwonej Gwiazdy (7 marca 1943)
- Order „Znak Honoru” (28 października 1943)
- Odznaka „Zasłużony Funkcjonariusz NKWD” (19 grudnia 1942)

Komarow otrzymał także dwa medale.